# 维拉斯 (南达科他州)
维拉斯（英語：Vilas），是美国南达科他州下属的一座城市。根据2010年美国人口普查，该市有人口20人。论人口在本州排行第296。